# Prințesa Louise-Marie a Franței
Vezi și Louise-Marie a Franței (1812-1850), regină a Belgiei.
Louise Marie a Franței(15 iulie 1737 - 23 decembrie 1787) a fost cel mai mic copil din cei zece ai regelui Ludovic al XV-lea al Franței și ai soției lui, regina Maria Leszczyńska. Ca fiică a regelui era Fiică a Franței.

## Biografie

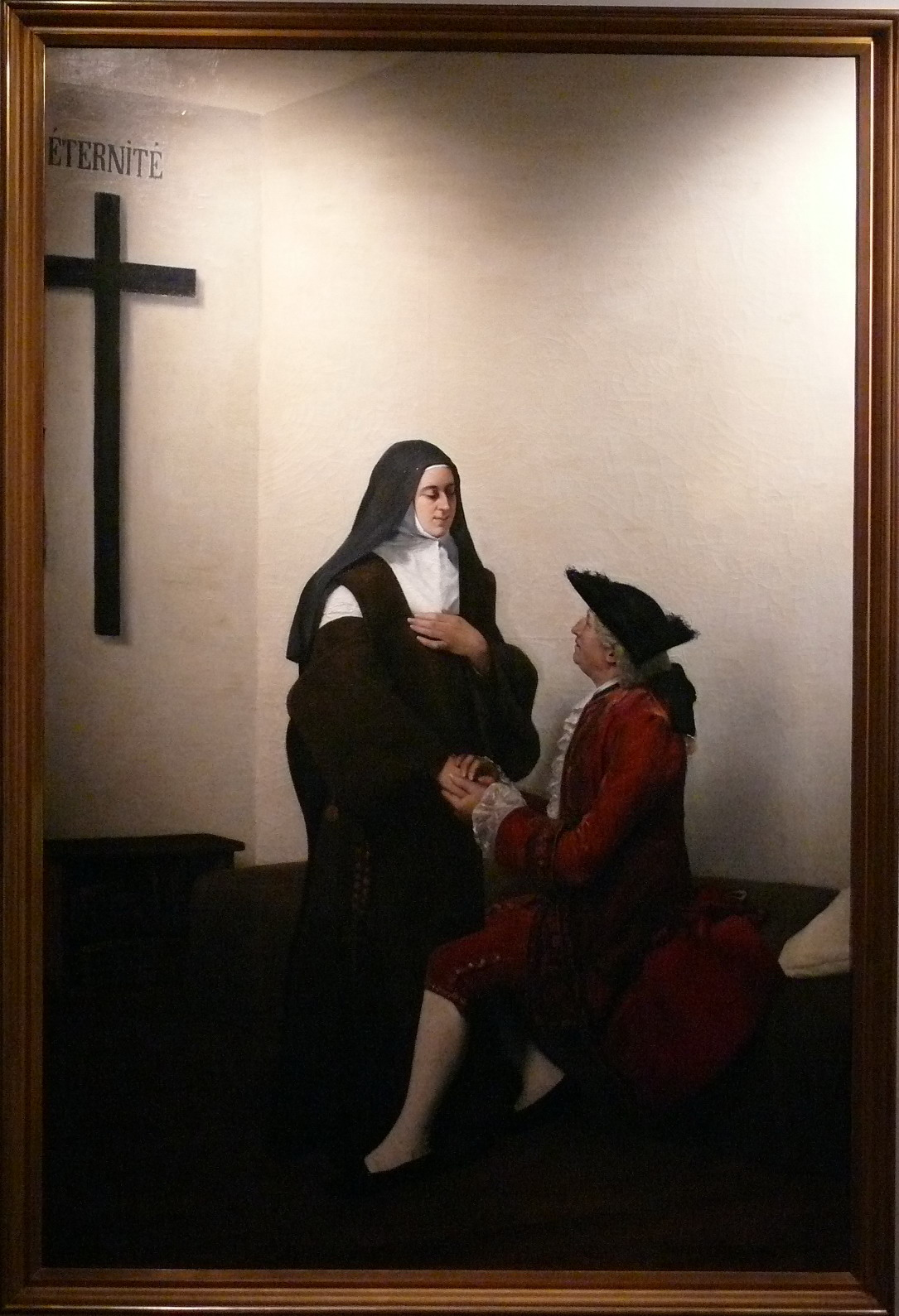
Vizita regelui Ludovic al XV-lea al Franței la Madame Louise a Franței, carmelită la Saint-Denis, ulei de Maxime Le Boucher

Louise Marie s-a născut la Palatul Versailles la 15 iulie 1737. La curte era cunoscută drept Madame Septième (una din cele șapte surori mai mari murise înaintea nașterii sale), Madame Dernière și mai târziu Madame Louise.. A crescut la Abația Fontevraud cu alte trei surori, Madame Victoire, Madame Sophie și Madame Thérèse (care a murit la vârsta de opt ani la Fontevraud).
Nici unul dintre proiectele de căsătorie făcute de tatăl ei pentru ea nu s-a fructificat iar Louise Marie a căutat refugiul în religie. S-a întors la curtea tatălui ei în 1750, la vârsta de 13 ani, unde a stat pentru următorii douăzeci de ani și unde a confruntat moartea surorii ei mai mari, Madame Henriette în 1752, a asistat la nașterea nepoatelor și nepoților ei, la tentativa de asasinare a tatălui ei în 1757, la ascensiunea metresei regelui, Madame du Barry, la construirea Petit Trianon; moartea surorii ei mai mari, Madame Infante, și, în final, la moartea mamei sale, regina Maria Leszczyńska.
În 1770, în amuzamentul general, Louise și-a rugat tatăl să-i permită să devină călugăriță carmelită..
A intrat la mânăstirea Saint-Denis, unde regula ordinului a fost urmată strict luându-și numele de Thérèse a Sfântului Augustin. Un an mai târziu, în 1771, a fost acceptată în ordin.
A fost maică superioară, din 1773 până în 1779, iar a doua oară în 1785. A intervenit la tatăl ei pentru a permite carmelitelor austriece persecutate de împăratul Iosif al II-lea să intre în Franța.
A murit la Saint-Denis, suferind de complicații la stomac. Ultimele ei cuvinte au fost:

Au paradis! Vite! Au grand galop!" ("Spre rai! Repede! În galop!)

Împreună cu alte morminte regale, rămășițele ei au fost profanate în timpul Revoluției franceze. Papa Pius al IX-lea a declarat-o venerabilă la 19 iunie 1873.